# Tetraconcha banzyvilliana
Tetraconcha banzyvilliana är en insektsart som beskrevs av Griffini 1909. Tetraconcha banzyvilliana ingår i släktet Tetraconcha och familjen vårtbitare. Inga underarter finns listade i Catalogue of Life.